# Кунда (народ)
Ку́нда — бантуязычный народ в Зимбабве, Замбии и Мозамбике, проживающий в основном в долине реки Луангва. Общая численность — около 194 тыс. чел., из них в Зимбабве 140 тыс., Замбии 43 тыс. и Мозамбике 5,5 тыс. Язык кунда — диалект языка ньянджа, но в свою очередь распадается на ряд говоров.
Традиционные занятия — охота и земледелие. В прошлом охота являлась важным источником богатства кунда, особенно верховного вождя, которому поступала значительная часть добычи, в том числе слоновая кость. Занятие современных кунда — в основном земледелие. Для местного потребления выращиваются кукуруза, просо, сорго, для продажи — табак и хлопок. Многие кунда заняты в обслуживании туристов, прибывающих в национальные парки. Важное значение сохраняют охота и рыболовство, дающие до 30 % продуктов питания, при этом среди кунда распространено браконьерство. Значительная часть народа до настоящего времени живёт традиционным укладом. Жилище кунда — круглая глинобитная или соломенная хижина, с конической травяной крышей.
Генетические исследования, проведенные немецкими учёными в 2004-05 годах показали, что кунда и их соседи биса с высокой степенью вероятности являются потомками обширного конгломерата племён охотников и собирателей, обитавших в Центральной Африке в позднем голоцене. Мифология кунда сохранила воспоминания об их миграции в долину Луангвы и контактах с местным населением. Эпос кунда позволяет проследить истоки этого народа до XVI века, в частности, его участия в формировании государственных образований луба на территории современной ДРК.
У кунда сохраняется сильная власть вождей, которых у этого народа традиционно шесть. Верховный вождь кунда («мамбве»), резиденция которого находится в деревне Шалиленипо в Замбии недалеко от г. Мфуве, до настоящего времени обладает высоким авторитетом и значительной фактической властью.
 Главный праздник кунда — «малаила», отмечаемый после сбора урожая, стал важным мероприятием, привлекающим иностранных туристов. Он проводится у резиденции мамбве на берегу Луангвы и сопровождается разнообразными охотничьими и земледельческимми ритуалами и танцами. Кунда придерживаются традиционных местных верований, преимущественно культа предков. Христианство распространено незначительно, хотя на язык кунда переведены некоторые части Библии.
Уровень жизни кунда, проживающих в сельской местности, крайне низкий. Традиционная культура постепенно утрачивается. Серьёзную угрозу культурному наследию кунда представляет не только постоянный  контакт с западными туристами и урбанистической культурой, но и наплыв жителей из других районов, несущих свои традиции. В то же время среди кунда появляется интеллигенция и деятели современной культуры, в т.ч. художники. Правительства Замбии и Зимбабве принимают меры по сохранению и поддержанию традиционной культуры этого народа. В частности, замбийские власти запланировали сооружение культурного центра кунда близ главного въезда в национальный парк Южная Луангва недалеко от резиденции верховного вождя.

## Галерея
- Рыбак-кунда на берегу Луангвы
- Деревня кунда с традиционными домами
- Браконьеры-кунда, задержанные за незаконный лов рыбы в национальном парке Южная Луангва
- Кунда-рабочие из охотничьего лагеря, Замбия